# ストライサンド効果

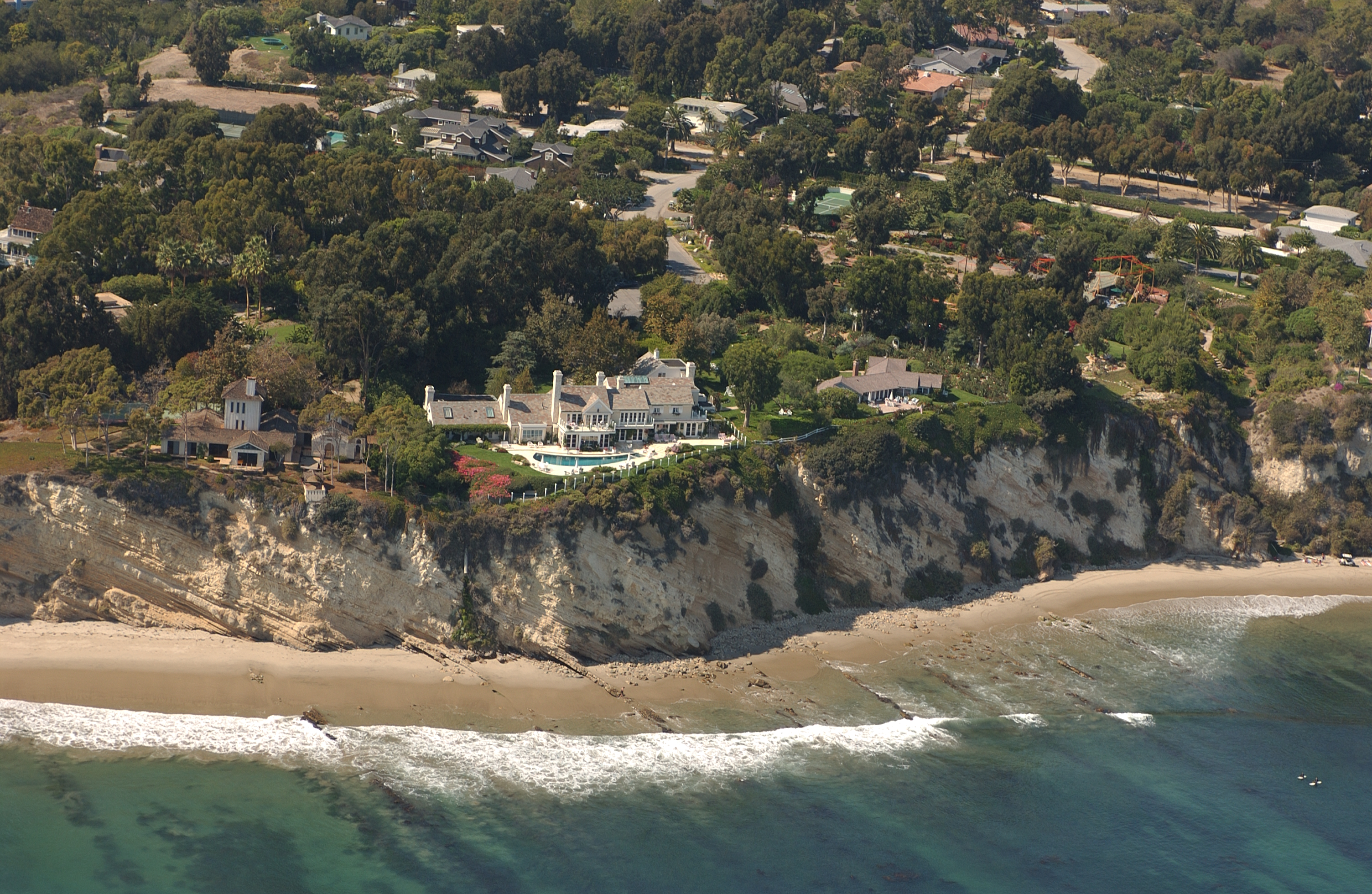
問題となったストライサンド邸の画像
California Coastal Records Project photo of coastline including Streisand Estate (2002).

ストライサンド効果（ストライサンドこうか、Streisand effect）は、ある公開された情報を秘匿・除去しようと試みる行為が、かえってその情報を広い範囲に拡散させてしまう結果をもたらす現象の名前であり、インターネット・ミームの一種である。
この名称は20世紀から21世紀に活躍したアメリカ合衆国の歌手・女優でエンターテイメント界の大物、バーブラ・ストライサンドにちなんで命名された。2003年、バーブラは自分の邸宅が写っていたネット上の画像の公開を差し止めようとして裁判を起こしたが、図らずも却って世間の関心を集める結果になってしまった。
情報の秘匿に際しては法的措置であるCease and Desistなどの措置が利用される場合があるが、仮に元の情報の秘匿や公開差し止めの実現に成功した場合でも、却ってその情報に対するネット上やメディアの関心が高まり、インターネット上でオンライン・アーカイブが配布されるなどして、情報が際限なく拡散することになる。また出版物などについて差し止め請求を行使するなどすると、その出版物への注目がかえって高まる可能性もある。
この効果は心理的リアクタンスの一例であると見做されており、人間は何らかの情報が秘匿されていることに気付くと、その情報を入手して広めようとする意欲が大幅に高まると言われている。

## 語源・歴史

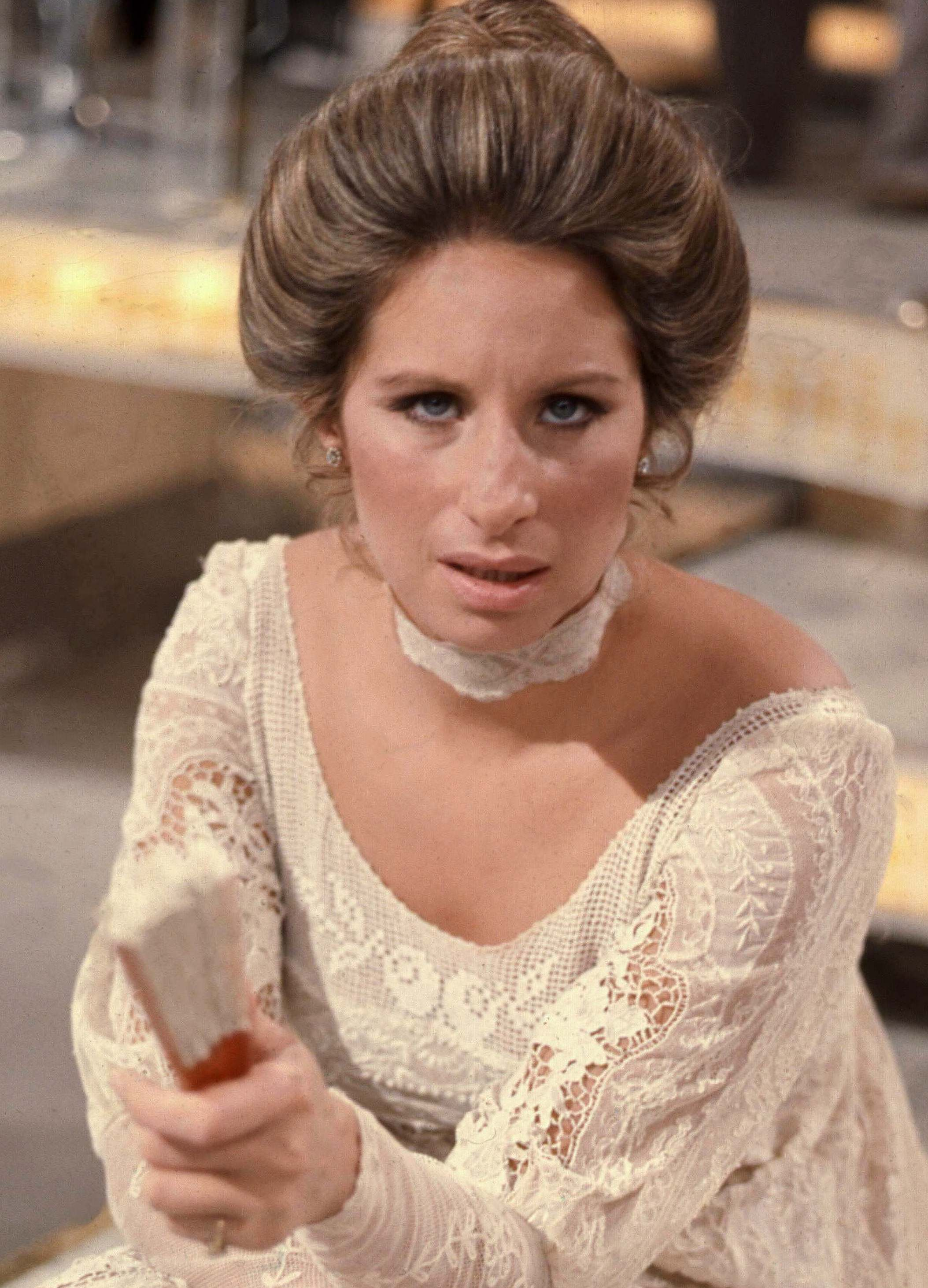
バーブラ・ストライサンド

2003年、アメリカの歌手・女優のバーブラ・ストライサンドは、シリコンバレーの実業家で環境保護運動家のケネス・エーデルマン（Kenneth Adelman）とウェブサイトPictopia.com に対して、カリフォルニア州の「反パパラッチ法」に違反して許可無く家屋を撮影しプライバシーの侵害を行ったとして、彼らが撮影し公開していたカリフォルニア州の12,000枚にのぼる海岸線の航空写真データベースの中から、マリブの断崖上にあるストライサンドの邸宅が映っていた3850番の航空写真を削除して、5,000万ドルを支払うよう訴えた。エーデルマンは、自分は政府の公認による「カリフォルニア海岸記録計画」（California Coastal Records Project、カリフォルニア州の全海岸線の航空写真をヘリコプターから撮影して公開し、過去の写真と比較することで海岸侵食の進行を研究するプロジェクト）の一環として海岸線の写真を撮ったに過ぎないと述べた。この訴訟は却下され、ストライサンドは訴訟費用17万7,000ドルの支払いを命じられた。
航空写真「3850番」は訴訟前にはダウンロードされたのはわずか6回、そのうち2回は訴訟を担当した弁護士によるものであったが、この訴訟の翌月には42万人以上が同ウェブサイトを訪れるようになった。
この訴訟の2年後の2005年、IT業界などに関するニュースを伝えるブログ「Techdirt」の管理人マイク・マズニックは、マルコ・ビーチ・オーシャン・リゾートがウェブサイトurinal.net（小便器の画像の専門サイト）に対し、自身のリゾートの名前を用いた画像を使用したことを理由に削除通知を出したことについて記事を執筆した際、先の訴訟にちなんでこの効果に「ストライサンド効果」の名前を付けた。
弁護士たちがほとんどの人が閲覧する事がない情報を秘匿しようとする行為が、却って多くの人々に見られるという結果に繋がる事に気付くまで、どれほどの時間が掛かるだろうか。これをストライサンド効果と呼ぶことにしよう—Masnick, Mike、"Since When Is It Illegal To Just Mention A Trademark Online?"、Techdirt (January 5, 2005)

## 事例
2013年、フランス語版ウィキペディアにおけるピエール・シュール・オート軍用無線局についての記事に関して、フランスの国内情報中央局による検閲事件の影響が「ストライサンド効果」の好例であるとされている。国内情報中央局は、記事には国防上の秘密が掲載されており秘密漏洩罪に該当するとして、ウィキメディア財団に対し削除するよう要請したものの、財団に拒否された。そのため、管理者権限を持つ編集者の1人を探し当てて呼び出し、強要して削除させた。記事は削除後、他の編集者によって復活されたが、復活後には閲覧数ランキング入りを果たした。

### ビジネス
- 2007年、Advanced Access Content System（AACS）を策定した団体は、diggを含む大手Webサイトに対して、そのシステムの暗号解除コードの投稿を掲載し続けることの中止を求めるレターを送付した。これによって、かえって多くのサイトに暗号解除コードが掲載された[21][22]。
- 2014年8月、ニューヨーク州ハドソンにあるホテルが次のようなポリシーを掲げた。「インターネット上のUSGH（Union Street Guest House）についてのいかなるネガティブなレビューに対しても500ドルの罰金を課し、あなたのデポジットから引かせていただきます。」[23]このポリシーは、2013年11月のYelpサイト上の不都合なレビュー[24]を抑える試みとして使われた。これによって、何千ものレビューがYelpや他のレビューサイトに投稿された[25][26]。
- 2017年8月、ウォンテッドリー株式会社の株式公開についての意見を投稿したブログに対し、会社はブログに利用されている社長の写真が著作権違反であるとDMCAテイクダウンを申し立て、検索結果から削除したほか、当該ブログ記事をツイートした他人のTwitterの投稿も削除したことで[27]、Twitterの複数のユーザーが気づき[28]、騒ぎは収束するばかりか大きくなってしまった。会社の対応について、批判に対する言論封殺ではないかという意見が相次いだ[29][30]。なお、その後検索結果は復帰し、ブログ記事は再表示されるようになった[31]。一連の流れはストライサンド効果ではないかと指摘されている[32]。

### その他の組織
- 2008年12月、イギリスのIWF (インターネット監視財団)（英語版）が英語版のウィキペディア中のロックバンド、スコーピオンズのアルバムについてのページをブラックリストに載せた（「インターネット監視財団とウィキペディア」参照）。このとき、かえってこのページへのアクセス数が増加した[33]。
- 2012年、スコットランドのカウンシル アーガイル・アンド・ビュート（カウンシルは地方行政府）が、9歳の小学生のブログ（「NeverSeconds」という学校給食の写真を掲載したもの）を禁じた。これによって国際的にメディアが過熱し、アーガイル・アンド・ビュートは意思決定をひるがえした。その後、このブログはさらに有名になった[33]。

### 個人
- 検索エンジンから情報の削除を試みる「忘れられる権利」に基づく訴訟についても、「ストライサンド効果」が観測されている[34]。